# Хорошовка (Липецкая область)
Хорошовка — село  в Лебедянском районе Липецкой области России. Входит в состав Кузнецкого сельсовета.

## География
Село находится в пределах северо-восточных отрогов Среднерусской возвышенности,  в лесостепной зоне, на севере центральной части Липецкой области, в северной части Лебедянского района, на административной границе с Данковским районом, в истоке речки Ракитянка (Хорошевка, Хорошанка), являющейся правым притоком реки Дон.

### Климат
Климат характеризуются как умеренно континентальный, с умеренно холодной продолжительной зимой и тёплым летом. Среднегодовая температура воздуха составляет 4,5 °C. Средняя температура воздуха самого холодного месяца (января) — −9,5 °C; самого тёплого месяца (июля) — 19,5 °C. Среднегодовое количество атмосферных осадков составляет 500 мм, из которых около 65 — 70 % выпадает в тёплый период. Преобладающими ветрами являются юго-западный, западный и северо-западный.

## История
В 1862 году Хорошовка — владельческая деревня при пруде, состоящая из 66 дворов. В то время в деревне проживало 321 мужчина и 360 женщин.

## Население
| 1859 | 1897 | 1906 | 2010 |
| ---- | ---- | ---- | ---- |
| 681  | ↗746 | ↗941 | ↘132 |

## Известные уроженцы, жители
16 сентября 1905 года родился Волдемар Валдманис — в будущем известный советский сценограф и график. Народный художник Латвийской ССР.

## Церковь
Деревянная церковь во имя св. Николая чудотворца в Хорошовке была построена, предположительно, в начале XX века. В 1934 году храм был закрыт, лишен колокольни и до недавнего времени использовался как сельский клуб. Сохранившись до нашего времени церковь является главной достопримечательностью села.